# Funk (médiaszolgáltatás)
A Funk német online médiaszolgáltatás az ARD-től és a ZDF-től 14 és 29 év közötti tinédzserek és fiatal felnőttek számára. Az ARD és a ZDF az ajánlat közös szállítói és műsorszolgáltatói, egyenlő jogokkal. Südwestrundfunk (SWR) felel a projektért.

## Célközönség és koncepció
A Funk 14 és 29 év közötti embereknek szól, akik egyébként alig vagy egyáltalán nem használják a közszolgálati műsorszolgáltatók televíziós produkcióit. A projekt összege 45 millió euró (15,59 milliárd forint), amelynek kétharmadát az ARD, egyharmadát a ZDF finanszírozza. A Funk több mint 70 különféle, rendszeresen közzétett programot készít a közösségi média platformjai számára. Ezeket a saját csatornákon vagy számláikon játssza le. A platformok között szerepel a YouTube, a Facebook, a Twitter, a Instagram, a TikTok, a Spotify és a Snapchat. Az összes tartalom a funk.net internetes alkalmazásban is elérhető. A programok az információkra, tájékozódásra vagy szórakozásra összpontosítanak. Ide tartoznak magyarázó videók, jelentések, komédia videók és fantasztikus produkciók. Ezen felül néhány sorozatot licenc alapján terjesztnek, néhányuk eredeti angol változatban. Az egyes programokat különféle magántulajdonban lévő produkciós társaságok, a vállalat saját produkciós társaságai vagy maguk a műsorszolgáltatók készítik.
A Funk hálózatra az állami műsorszolgáltatási szerződés rendelkezései vonatkoznak. Ez magában foglalja az összes program rögzített felülvizsgálatát a termelőkkel folytatott megbeszélések formájában, amelyekre legalább hathavonta kerül sor.

## Történet
Az SWR igazgatója, Peter Boudgoust, 2011 óta nyilvános kampányt folytat a fiatal célcsoport közszolgálati műsorszolgáltatásáért. 2012. november 27-én az SWR kifejezte azon kívánságát, hogy az EinsPlus összeolvadjon a ZDFkulturral. Az egyesülés által létrehozott új állomást az ARD és a ZDF közösen kellett előállítania, és elsősorban egy fiatal közönségnek szánta. A ZDF óvatos volt, és rámutatott, hogy a politika döntése elkerülhetetlen. A ZDF azonban már korábban is tett hasonló nyilatkozatot, és nem zárta ki például a ZDFkultur abbahagyását a közös ifjúsági csatorna érdekében.
A Neo Magazin első epizódjában, 2013. október 31-én, szatirikus marketingkampány volt az ARD és a ZDF új ifjúsági csatornájaként, mint egyetlen játékos.
A német miniszterelnöki konferencia 2014. október 17-én Potsdamban úgy döntött, hogy megszünteti az EinsPlus és a ZDFkultur csatornákat az ARD és a ZDF új online ifjúsági csatornáinak támogatása mellett, amelyeket eredetileg lineáris televízióban is sugároztak. 2015. december 3-án a német miniszterelnök megerősítette az új ifjúsági ajánlat szabályait a német műsorszolgáltatási szerződés 19. módosításának aláírása részeként. A módosítás egy új rendeletet tartalmazott a fiatalok médiában történő védelméről szóló állami szerződésről, valamint a műsorszolgáltatási díj további módosításairól. A német állami parlamentek csak előzetesen csak tömören szavazhattak erről a módosításról; a kiskorúak médiában történő védelméről szóló új rendeletek elutasítása szintén késleltette volna a fiataloknak szóló ajánlatot és a műsorszolgáltatási díjat. 2016 áprilisában a német állami műsorszolgáltató társaságok és a ZDF között aláírták az Öffentlich-rechtliche Vertrag über die Veranstaltung des Jungen Angebots von ARD und ZDF (ARD és a ZDF új ajánlatának megszervezéséről szóló közszolgálati műsorszolgáltató társasági szerződést).
Florian Hager 2015 nyarától az ifjúsági csatorna ügyvezető igazgatója. 2015. december elején a ZDF Sophie Burkhardt újságírót mutatta be az ifjúsági csatorna képviselőjének.
2016. március 15-én a csatorna blogja online lett az Junges Angebot von ARD und ZDF néven. Az új ifjúsági csatorna, a Funk, nevét 2016. szeptember 29-én tették közzé. A tartalmi hálózat 2016. október 1-jén indult, több mint 40 formátummal.

## Fogadtatás és kritika
A Die Welt kapcsán Christian Meier kritizálja azt a tényt, hogy a rádiós hozzájárulásból származó pénz támogatja őket azzal, hogy a tartalmat olyan privát platformokra helyezik el, mint a YouTube és az Instagram: „Noha nem keresnek reklámpénzt a rádióvideókkal […], végül profitálnak a professzionálisan készített videókból. Tartalom". Másrészt a közszolgálati műsorszolgáltatók feladata, hogy tartalmukkal fiatalokat és fiatal felnőtteket érjenek el, ezért a „közszolgálati műsorszolgáltatóknak oda kell menniük, ahol a véleményformálás és a társadalmilag releváns kérdések megvitatása zajlik” – mondta Florian Hager műsorvezető. egy interjúban a Der Standard-tal. Justus Haucap, az észak-Rajna – Vesztfália düsseldorfi közgazdasági professzora és a Monopóliumok Bizottságának korábbi elnöke "látja, hogy" az ifjúsági ajánlat mögött nincs szükség [...], mert "már nagyon sokféle ajánlat található a YouTube-on és másutt. Leonhard Dobusch, a ZDF TV Tanács „Internet” érdekcsoportjának képviselője szintén kritikusnak látja a harmadik felek kereskedelmi platformjainak használatát, ám úgy látja, hogy Funk mint platform a jövőbeni közszolgálati műsorszolgáltatási projektek számára: „A 'Funk' ifjúsági program példája már megmutatja milyen potenciál társul a programtól való elforduláshoz? Folyamatosan izgalmas kísérleteket és innovatív formátumokat készítenek ott, viszonylag kevés forrással”.
A Berliner Zeitung a Funkot sikerként értékelte. A csatornák díjpénzből történő finanszírozása pozitív hatással van a tartalomra. Ez különösen a maiLab formátumban látható, amely „nem csak a figyelemre, hanem az oktatásra is vonatkozik”. A videó készítői számára szar viharok és agitáció állnak fenn, amelyek problémává válhatnak, ha nincs tapasztalata a kezeléssel. A Funk ezért „edzők hálózatát” kínálja, akik támogatják az embereket a gyűlölet üzenetek kezelésében. Például a korábbi Jäger & Sammler formátumot hatalmas kritika és agitáció tette ki. A jobboldali szélsőségesekkel foglalkozott és elnyerte a Civis online média díját, ám háromszor annyit elutasítottak, mint a YouTube jóváhagyása. Tarik Tesfu, a Jäger & Sammler szerkesztője, aki fekete és saját állítása szerint meleg, feminista és rasszistaellenes, és a társadalmi média idegengyűlölő, rasszista, homofób és iszlofób áramlási vetülete lett.
A Der Spiegel-ben Martin U. Müller kritizálja azt a tényt, hogy Funk visszavonja a „kiállítási projekteket”, például a Jäger & Sammler információs formátumát, amelyet a Frontal21 ZDF szerkesztõcsoportjával közösen készítettek, vagy a 100percentme sorozatot, amely a fogyatékkal élő fiatalokra összpontosít.
Inga Barthels, a Der Tagesspiegel, a 2018 óta elkészített Mädelsabende formátumát "sikeres projektnek" tartja, amely más formátumok mellett "támogatja a fiatal nőket és a feminizmust". A Mädelsabende egy Grimme Online díjat kapott. A zsűri nyilatkozatában a formátum pozitívan kiemelésre került: „Az egyébként felületes Instagram álomvilágban a tartalmi szempontból igényes történetformátum arra ösztönzi a követőket, hogy gondolkodjanak és vitassanak meg. A formátum megvalósítása nemcsak meggyőző a tartalom szempontjából, hanem a tervezés és az interaktivitás szempontjából is." A Die Welt-ban Hannah Lühmann azonban a Mädelsabende formátumát egyoldalúan kritizálja, például sok funk formátum esetében. "Végzetes, hogy Funk, ajánlatainak félénk egyoldalúságával, pontosan a megvilágosodás ellentéteként jár el: kiszállítja azokat, akik már hiszik az alapanyagokat, amelyeket a teljes hülyeségig megrágtak, és tagadja minden olyan fő sort, amelyet ellentmondásosan lehetne kidolgozni”. Az Altpapier médiablog alapvetően egyetértett az egyre növekvő "önerősítés iránti vágy" tézisével, de kétségei vannak afelől, hogy a Mädelsabende a jól megválasztott példa erre a fejleményre. Bírálta a szenzációs címsort, amely maga a Die Welt cikket "önellenőrzés ajánlatává" tette, és – amint azt Jonas Jansen az FAZ-ből már korábban írta – közleményt a "komment oszlopharcosok" számára.

## Díjak
- 2019 – Robert Geisendörfer-díj Florian Hager és Sophie Burkhardt (programmenedzsment funk) számára.[28]

## Fordítás
Ez a szócikk részben vagy egészben  a   Funk (Medienangebot) című német Wikipédia-szócikk ezen változatának fordításán alapul.  Az eredeti cikk szerkesztőit annak laptörténete sorolja fel. Ez a jelzés csupán a megfogalmazás eredetét és a szerzői jogokat jelzi, nem szolgál a cikkben szereplő információk forrásmegjelöléseként.

## Kapcsolódó szócikk
- Internettelevízió